# 평화 세우기

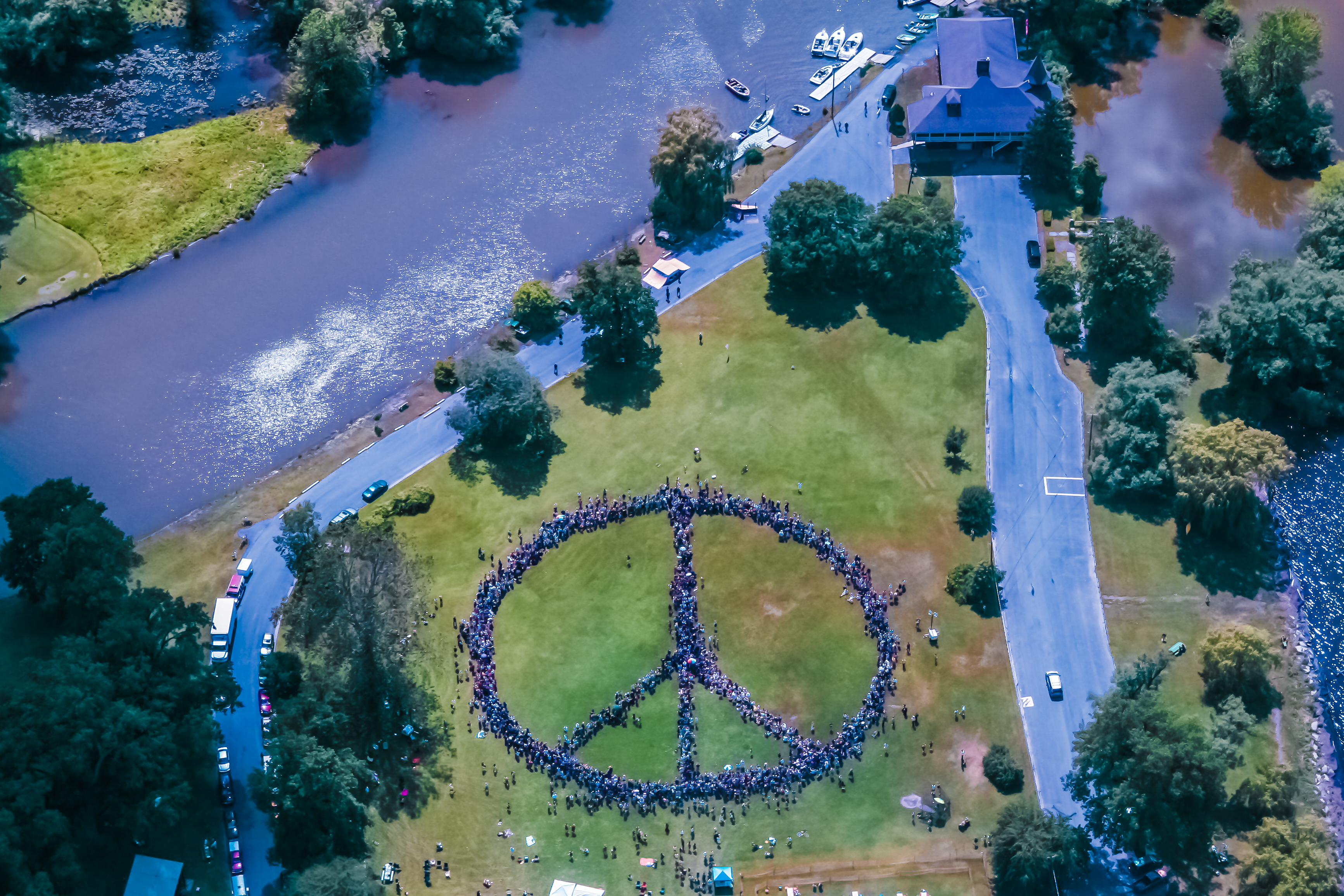
세계 평화의 기호

평화 세우기는 다음의 것들에 집중하는 활동인데 그것은 비폭력적 방식으로 부정의를 극복하는 것 그리고 치명적이고 파괴적인 갈등을 만드는, 문화적이고 구조적인 환경을 바꾸는 것이다. 그것은 건설적인 개인적, 집단적 그리고 정치적 관계를 만드는 것으로 이루어지는데 인종의, 종교의, 계급의, 국적의, 그리고 인종의 장벽을 가로지른다. 그 과정은 다음의 것들을 포함하는데 그것은 폭력 예방; 갈등 관리, 해결, 혹은 전환; 갈등 후 화해 혹은 어떠한 주어진 폭력의 경우이든 그 전, 동안, 그리고 후의 외상 후 스트레스 장애 치유이다.  
이와 같이, 평화 세우기는 전략적으로 된, 많은 훈련들을 하는, 분야들을 망라하는 기술 혹은 방식인데 이때 지역과 전세계의 사람들의 관계를 형성하고 유지하는 것은 장기간에 걸쳐서 그리고 모든 사회의 영역에서 일어나고 평화 세우기는 그렇게 지속가능한 평화를 촉발시킨다. 체계적인 평화 세우기 활동들은 폭력의 뿌리나 잠재적 원인을 해결하고, 평화적 갈등 해결에 대한 사회적 기대를 형성하고, 정치적이고 사회경제적으로 사회를 안정화시킨다.
평화 세우기에 포함된 방식들은 상황에 그리고 평화 세우기의 주체에 따라서 달라진다. 성공적인 평화 세우기 활동들은 스스로-유지하는, 지속적인 평화에 대해 지지적인 환경을 만들고; 적들과 화해하고; 갈등이 재발하는 것을 방지하고; 시민사회를 통합하고; 법치주의 기제들을 만들고; 기저에 있는 구조적이고 사회적 사안들을 해결한다. 연구자들과 집행자들은 또한 점점 더 많이 평화 세우기는 가장 효과적이고 지속적이라고 발견하는데 평화의 지역적 개념에 그리고 갈등을 조장하거나 가능하게 하는 기저의 역학적 관계에 그것이 집중할 때 말이다.

## 평화 세우기를 정의하기
평화 세우기의 정의는 행위자에 따라 다양한데, 몇몇 정의들이 무슨 활동들이 평화 세우기의 범위에 속하는지 특정함에 따라서 혹은 몇몇 정의들이 평화 세우기를 갈등 후 간섭에 한정함에 따라서 말이다. 비록 평화 세우기가 명확한 안내서나 목표 없이 대체로 무형의 개념으로 머물러왔지만, 모든 정의에 공통된 것은 인간적 안전성을 향상시키는 것이 평화 세우기의 중심 과업이라는 합의이다. 이런 관점에서, 평화 세우기는 광범위한 노력을 포함하는데 정부와 시민 사회의 다양한 행위자들에 의한, 지역사회의, 국가의, 그리고 세계의 수준에서 그러한데 폭력의 근본 원인을 해결하기 위해서 그리고 두려움에서의 자유(소극적 평화), 욕구에서의 자유(적극적 평화) 그리고 모독에서의 자유를 시민들이 가지도록 보장하기 위해서인데 폭력적 갈등 전, 중, 후에 말이다.
비록 많은 평화 만들기의 목표들이 평화형성, 평화유지 그리고 갈등 해결과 중첩되지만, 그것은 다른 개념이다. 평화 만들기는 진행 중인 갈등을 중단하는 것과 관련하지만, 반면에 평화 세우기는 갈등이 시작되기 전이나 그것이 일단 끝나면 일어난다. 평화유지는 갈등 다음에 분쟁으로의 회귀를 방지하는데; 그것은 폭력의 기저 원인을 해결하지 않거나 사회적 변화를 만들기 위해 작용하지 않는데, 평화 세우기는 그렇게 한다. 평화 유지는 또한 평화 세우기와 다른데 그것이 갈등이 끝난 후에만 일어나고, 그것이 시작하기 전에는 그렇지 않다는 것에서 말이다. 갈등 해결은 평화 세우기의 일부 요소를 포함하지 않는데, 국가 [기관] 세우기와 사회경제적 발달과 같은 것 말이다. 
일부는 갈등 후 혹은 전쟁 후 맥락에 대해서만 언급하기 위해 그 용어를 사용하는 반면에, 대부분은 어떤 단계의 갈등에 대해서라도 언급하기 위해 그 단어를 더 광범위하게 사용한다. 갈등이 폭력이 되기 전에, 예방적인 평화 세우기 노력들은, 외교, 경제 발전, 사회, 교육, 보건, 사법 및 안전 영역과 같은 그것은 사업들을 개선하고, 불안정과 폭력의 잠재적 출처를 해결한다. 이것은 또한 갈등 예방이라고 불린다. 평화 세우기 노력들은 갈등의 중심적 측면을 관리하고, 완화하고, 해결하고 전환하는데 목표를 두는데 공식적 외교를 통해서; 또한 시민 사회 평화 절차들과 비공식적 대화, 타협, 그리고 중재를 통해서 말이다. 평화 세우기는 폭력의 경제적, 사회적 그리고 정치적 근본 원인들을 해결하고 구조적이고 직접적인 폭력의 반복을 예방하기 위해 화해를 촉발한다. 평화 세우기는 믿음, 태도 그리고 행동을 바꾸는데 목표를 두는데 개인과 집단 간의 장단기 역동성을 더 안정적인, 평화적인 공존으로 전환하기 위해서 말이다. 평화 세우기는 평화를 지지하는 모든 일련의 상호관련된 노력들에의 접근이다.
평화 세우기는 더 최근의 기원을 가지는 용어인데, '국제 연합 평화활동국 위원회'(2000)의 보고서에서 사용되었듯이, 그 용어는 “평화의 기초들을 재조립하기 위해서 그리고 단지 전쟁의 부재 이상의 무언가를 그 기초들 위에 세우기 위한 도구들을 제공하기 위해서 갈등 양극단에서 착수된 활동들”이라고 정의된다.

2007년에, 유엔 사무총장의 정책 위원회는 평화 세우기를 다음과 같이 정의했다: "평화 세우기는 다음의 것들에 집중된 일정한 범위의 조치들과 관련되는데 그것은 모든 수준의 갈등 관리에 대한 국가적 역량을 강화해서 갈등에 빠지거나 다시 빠질 위험을 줄이는 것 그리고 지속가능한 평화와 지속가능한 발전을 위한 초석을 놓는 것이다. 평화 세우기 전략은 국가 집권자의 주도로, 관심이 기울여지는 국가의 특정한 욕구에 관련되고 맞추어져야 하고 위의 목표들을 성취하는 것에 중점을 둔, 세심하게 우선순위가 매겨진, 처리된, 그리고 그럼으로써 비교적 적은 일련의 활동들을 포함해야 한다."

## 평화 세우기의 역사
2차 세계대전이 1940년대 중반에 끝남에 따라서, 브레턴 우즈 체제와 마셜 계획과 같은 국제적 움직임들이 유럽에서 장기적 갈등 후 조정 사업들을 만들었는데 그것으로 미국과 그것의 우방국들은 대륙을 재건하는데 집중했는데 2차 세계대전의 파괴 이후에 말이다. 이 움직임들의 초점은 ‘평화 유지’와 ‘평화 만들기’의 내용에 맞추어졌다.
노르웨이 사회학자 요한 갈퉁은 1975년에 “평화 세우기”라는 용어를 만들었는데, 다음과 같이 주장했다 “평화는 평화 유지와 이에 따른 평화 만들기와는 다른, 아마도 그것의 위의 그리고 그것을 뛰어넘는 구조를 가진다… 평화가 기반한 기제들은 체계 스스로가 구성되는 구조 안에서 세워져야 하고 그러한 저장소로서 존재해야 한다… 더 세부적으로, 전쟁의 원인을 제거하는 구조 그리고 전쟁이 일어날 수 있는 상황에서 전쟁의 대안을 제안하는 구조가 발견되어야 한다." 갈퉁의 작업은 사회적이고 경제적인 구조를 탈중심화하는 상향식 접근을 강조했는데, 억압과 폭력의 구조로부터 평화의 문화로의 사회적 전환에 대한 요구로 그것은 이어진다.
그러고 나서, 냉전과 그것의 불씨의 많은 현상이 끝남에 따라서(예를 들어 제3세계 국가들 간의 냉전, 레이거노믹스, “국가를 다시 끌어들이기”), 미국 사회학자 존 폴 레더락은 더 나아가서 평화 세우기라는 개념을 새롭게 했는데 지속가능한 평화 절차를 마련하기 위해서 풀뿌리, 지역, 엔지오, 전세계 그리고 다른 행위자들에 집중하는, 많은 1990년대 출판을 통해서 그랬는데, 그가 싸우고 있는 당사자들 사이에서 적극적으로 중재하고 있었던, 다루기 힘든 치명적인 갈등의 경우들에 관해서 특히 말이다. 정치적-기관적 관점에서, 그는 갈퉁과 같은 수준의 구조적 변화를 지지하지 않는다. 하지만, 평화 세우기의 개념적 발전에서의 레더락의 영향은 여전히 “적극적 평화”에 대한 갈퉁의 처음의 전망을 반영하는데 세부화하는 것, 범주화하는 것, 그리고 사회문화적 절차로 확장하는 것에 의해서 그러한데 그것을 통해 우리는 폭력적 갈등의 직접적이고 구조적인 요소들 둘모두를 해결한다.
평화 세우기는 이후로 확장되어서 많은 다양한 영역들을 포함해왔는데, 비무장화, 동원해제와 재통합 그리고 정부의, 경제의 그리고 시민 사회의 기관을 다시 세우는 것 같은 것들 말이다. 그 개념은 국제적인 공동체 내에서 인지도를 얻게 되었는데 유엔 사무총장 부트로스 부트로스-갈리의 1992년 보고서 '평화를 위한 과제'를 통해서 말이다. 그 보고서는 갈등 후 평화 세우기를 정의했는데 "갈등으로 다시 빠지는 것을 피하기 위해 평화를 강화하고 견고하게 하는 경향을 가질 구조를 정체화시키고 지지하는 행위"로 말이다. 2005년 세계 정상 회담에서, 유럽 연합은 코피 아난의 제안에 기반한 평화 세우기 기술을 만들기 시작했다. 제안은 세 가지 기구를 요구했다: 유엔 평화 세우기 위원회, 그것은 2005년에 설립되었다; 유엔 평화 세우기 기금, 그것은 2006년에 설립되었다; 그리고 유엔 평화 세우기 지원 사무소, 그것은 2005년에 만들어졌다. 이 세 개의 기구들은 사무총장을 돕는데 유엔의 평화 세우기 노력을 조율하도록 말이다. 그 주제에서의 세계의 정부들의 관심이 또한 증가해왔는데 실패된 국가들이 갈등과 극단주의를 만드는 장소로서 기능하고 그 결과로 국제적 안정성을 위협하는 두려움 때문에 말이다. 몇몇 국가들은 그들의 건재함을 보여주는 방식으로 평화 세우기를 보기 시작해왔다. 그러나, 평화 세우기 활동들은 정부 예산의 적은 부분을 계속해서 차지하고 있다.

## 평화 세우기에의 범주화하는 접근
매우 넓은 의미에서, 평화 세우기에의 세 가지 기본 접근들이 있는데, 각각은 세 가지의 기본적 형태의 평화들과 연결된다: (1) ‘소극적 평화’ 대 (2) ‘적극적 평화’ (갈퉁) 대 (3) 정의평화 (레더락, 때로 “정의로운 평화”로 쓰여짐). 다음에, 이 세 가지 유형의 평화는 세 가지 기본 유형의 폭력과 각각 연결된다: (1) ‘직접 폭력’ 대 (2) ‘구조 폭력’ 대 (3) ‘문화 폭력’.

### 소극적 평화: 직접적 폭력
‘소극적 평화’는 직접적이거나, “심한” 폭력의 부재에 대해 언급하는데, 그런 폭력은 주어진 대상이나 집단에의 직접적 손상을 일으키는 행위에 대해 언급한다. 이러한 의미에서, 소극적 평화 세우기(소극적 평화에 중점을 둠)는 의도적으로 중점을 두는데 손상을 주는 갈등을 유발하는 ‘직접적’ 요소를 해결하는 데 말이다. 이 활동에 “평화 세우기”라는 용어를 적용할 때, 직접적 폭력을 줄이는, 평화 세우기 노력을, 그렇게 구상하는 것과 계획하는 것들에 의한 눈에 보이는 시도가 있다.

### 긍정적 평화: 구조적 폭력
‘적극적 평화’는 직접적 폭력뿐만 아니라 구조적 폭력 둘모두의 부재에 대해 언급한다. 구조적 폭력은 방식에 대해 언급하는데 사회의 체제와 기관이 직접적 폭력을 촉발하고, 재강화하거나, 영속화하는 방식 말이다. 이런 의미에서, ‘적극적 평화 세우기’(적극적 평화에 중점을 둠)는 위험한 갈등을 촉발하거나 완화하는 ‘간접적’ 요소를 해결하는 것에 의도적으로 중점을 두는데, 기관, 정책, 그리고 정치적-경제적 환경을 조율하는 것에 중점을 두는데 그것들이 착취와 억압과 관련할 때 말이다.

### 정의평화: 문화적 폭력
'정의평화'(혹은 "정의로운 평화")는 위에 열거된, 모든 세 가지 유형의 폭력의 부재에 대해 언급한다: 직접적, 구조적, 그리고 문화적. 문화적 폭력은 문화의 측면에 대해 언급하는데 직접적이거나 구조적인 폭력을 정당화하거나 합법화하는데 사용될 수 있는 문화인데—직접적이거나 구조적 폭력이 사회의 도덕적 구조에 따라서 "올바르게" 보이거나 느껴지는 방식 말이다. 이런 의미에서, '정의로운 평화 세우기'(정의평화에 중점을 둠)는 의도적으로 "적극적 평화 세우기"(위에 설명된대로)의 방식 하나와 갈등을 일으키는 부분들과 문화들 사이에서 지속가능한 관계를 세우는 것과 변형하는 것에의 특별한 집중 이 두 가지를 결합시키는데 각각의 문화의 '풍속'("올바른" 행동이나 환경의 기준) 하나와 직접적이고 구조적인 폭력의 유형을 막고, 해결하고, 치유하기 위해 그 풍속이 만들어지는/구비되는 정도 그 둘 사이에 더 많은 일치를 촉발하는, 그런 방식으로 말이다.
레더락이 처음으로 1990년 후반에 그 용어를 제안했을 때, 그는 적었다:
컬럼비아, 보고타의 저스타파즈 센터 출신의 동료에 의해 촉발되어서, 나는 2050년까지 제안했는데 정의평화가 매일의 일상 언어에서 받아들여지고 웹스터 사전에 등재되도록 말이다. 그것은 쓰여질 것이다:

정의평화 \저스트 피스\ 명사, 자동사, (정의평화-세우기) 1: 많은 정의와 적은 폭력의 특징을 가지는, 상황에 따른 인간 관계의 과정-구조 2: 처음과 마지막 수단으로 비폭력 수단을 통해서 인간 갈등에 대응하는, 기구나 정부의 상부 구조 3: 관계와 변화의 영속성과 상호의존성에 대응하는 것으로서의 체제에 대한 시각.

## 평화 세우기를 제도화하기
길게 연장된 폭력의 기간 후에, 평화 세우기는 자주 헌법적 합의 형태의 모습을 취하는데, 이전의 갈등하는 양측 간의 협력과 관용을 위한 통로를 마련하면서 말이다. 많은 국가들에서 적용되어온 일반적 방법은 협의주의이다. 정치학자 아렌트 레이파르트에 의해 처음으로 제기된, 협의주의는 권력-공유의 민주주의 형태를 요구한다. 네 가지 측면으로 정체화된다: 폭넓은 연대, 상호 견제, 비례성 그리고 부분적 자주성; 그것은 사회들 전역에 평화를 만드는데 중점을 두는데 그들의 내부적 분열로 부서져온 사회들이다. 궁극적으로, 협의주의는 안정된 사회를 만드는데 중점을 두는데 지속가능한 사회, 재발할지도 모르는 차이를 극복하는 사회이다. 민주적 협상의 예는 다음의 나라들에서 볼 수 있는데 북아일랜드, 보스니아 그리고 헤르체고비나 그리고 레바논이다.
민족성의 중요성을 강조하지 않으려는 노력으로, 브라이언 배리, 도널드 엘 호로비츠, 그리고 일정 정도로, 롤런드 패리스 같은 협의주의에 대한 비판자들은 구성적 평화 세우기라는 그들 자신의 고유 개념을 발달시켜왔는데 중용적 사회의 존재에 의존하는 평화 세우기이다.
호로비츠에 의해 지지된 것으로서의 구심주의는 분열된 사회의 정당을 촉발하는데 관용적인 선전활동 무대를 채택하도록 말이다. 대안적 투표와 분배적 요건을 통해서, 인종적이거나 종교적인 한계를 가로질러서 투표하는 사회를 만드는데 구심주의는 중점을 두는데, 시민의 문제를 우선시하도록 허용하면서 말이다.

## 평화 세우기의 요소
평화 세우기에 포함된 활동들은 상황에 그리고 평화 세우기의 주체에 따라 다양하다. 성공적 평화 세우기 활동들은 자기-지속적인, 영구적인 평화에 지지적인 환경을 만든다; 적들을 화해시킨다; 갈등이 재발하지 못 하도록 한다; 시민 사회를 통합한다; 법규 기제를 만든다; 그리고 기저의 구조적이고 사회적인 사안을 해결한다. 이 목표를 이루기 위해서, 평화 세우기는 다음의 것들을 준비해야 하는데 기능적 구조, 감정적 상태와 사회적 심리학, 사회적 안정성, 법규와 도덕, 그리고 문화적 감수성이다.
갈등 전 평화 세우기 중재는 폭력적 갈등의 시작을 방지하는데 중점을 둔다. 이 전략은 다양한 행위자와 분야와 관련되는데 갈등을 전환하기 위해서 말이다. 비록 평화 세우기의 정의가 갈등 전 중재를 포함하지만, 실제로는 대부분의 평화 세우기 중재는 갈등 후에 이루어진다. 하지만, 많은 평화 세우기 학자들은 지지하는데 미래에 있어서 갈등 후 평화 세우기에 대한 더 많은 중점 두기를 말이다.
평화 세우기 형태들의 범주화에의 많은 다양한 접근들이 있는데 평화 세우기 분야의 많은 학자들 사이에서 말이다.
바넷 등은 갈등 후 평화 세우기를 세 부분으로 나눈다: 갈등 후 영역을 안정화시키는 것, 국가 기관들을 재가동하는 것, 그리고 사회적이고 경제적인 사안을 다루는 것. 첫 번째 영역 내의 활동들은 갈등 후에 국가 안정성을 재강화하고 이전의 전쟁국이 전쟁에 복귀하지 못 하게 한다(무장해제, 동원해제 그리고 재통합, 즉 디디알). 두 번째 영역 활동들은 기본 공공 재화를 공급하는 정부 능력을 기르고 정부 법적 안정성을 증가시킨다.
세번째 영역의 프로그램들이 갈등 후 사회의 능력을 형성하는데 갈등을 평화적으로 다루는 그리고 사회경제적 발달을 촉발하는 능력 말이다. 지역적이고 국제적으로 중점이 두어진 요소들의 구성체는 장기적으로 지속 가능한 평화를 만드는 것에의 열쇠이다.
맥 진티는 말하는데 다양한 “원주민” 공동체들이 다양한 갈등 해결 기술을 사용하지만, 대부분의 그것들은 아래의 표에서 기술된 공통된 특징을 공유한다고 말이다. 원주민 평화세우기 방식들은 지역 공동체에서 만들어지기 때문에, 그것들은 지역의 상황과 문화에 맞추어지는데 일반화된 국제적 평화 세우기 접근법들이 사용하지 않는 방식으로 말이다. 
이론가 아이 윌리엄 자트만은 “무르익은 순간”이라는 개념을 도입하는데 갈등 상황에서 평화 협상의 시작을 위한 순간 말이다. 자트만의 이론은 완료되어야 하는 필수적인 (하지만 충분하지 않은) 조건을 드러내는데 갈등의 주체들이 기꺼이 성실하게 평화 협상에 임하려고 하기 전에 말이다. 평화를 세우려고 하는 기관이나 국가는 그러므로 이 순간들을 “포착”해야 하는데 평화 협상의 절차를 시작하기 위해서 말이다. 
1. 서로 상처를 주는 고착 상태 (엠에이치에스):-

-갈등 상황에 있는 양측이 고착 상태에 빠져야 하는데, 양측 중 누구도 승리를 얻기 위해 성공적으로 갈등을 심화시킬 수 없는 그런 상황 말이다.                -고착 상태가 또한 “서로 피해를 주고 있”어야 하는데, 양측의 비용편익 분석에 따라서 갈등의 지속이 ‘엔’인 그런 경우 말이다.
1. 출구:

-평화를 세우는 그리고 평화를 협상하는 주체들은 필요한 보호를 제공할 수 있는데 평화 협상이 일어날 수 있게 하는 보호 말이다. 
게임-이론적 용어로 접근하면서, 자트만은 주장하는데 쌍방손해의 발생이 그리고 고착을 회피하는 수단이 죄수의 딜레마에서 치킨 게임으로 갈등을 전환시킨다고 말이다.
이러한 고려사항이 없다면, 자트만은 주장하는데 다투는 사람들은 평화를 추구하는 필수적인 동기를 결여할 것이라고 말이다. 그러므로, 갈등 중인 양측은 평화 협상에 들어가지 못 할 것이고 혹은 어떠한 평화라도 오래 가지 못 할 것이다.

## 평화 세우기와 문화 유산
오늘날의 세상에서, 평화 세우기는 또한 의미하는데 지역사회와 주민의 경제적이고 문화적 기반을 유지하고 보호하는 것을 말이다. 문화와 문화적 자산의 보호는 그러므로 국가적으로 그리고 국제적으로 점점 더 중요해지고 있다. 국제연합, 유네스코 그리고 국제 파란 방패는 문화 유산의 보호에 그리고 그럼으로써 평화 세우기에 이바지한다. 이것은 또한 국제 연합 평화 유지의 통합에 적용된다. 국제법으로, 유엔과 유네스코는 규칙을 만들고 강화하려고 한다. 중요한 것은 개인의 재산을 보호하는 것이 아니라, 인간성이라는 문화적 유산을 보존하는 것인데, 특히 전쟁과 무기가 사용되는 분쟁의 경우에 말이다. 카를 폰 합스부르크, 국제 파란 방패의 설립 회장에 따르면, 문화 자산의 파괴는 또한 정신적 전쟁의 일부분이다. 대싱은 적의 정체성인데, 그것은 상징적 문화 자산이 주요 대상이 되는 이유이다. 그것은 또한 다음의 것들을 대상으로 삼도록 의도되는데 그것은 특별하게 민감한 문화적 기억, 증가하는 문화적 다양성 그리고 국가, 지역 혹은 지방자치단체의 경제적 기반(여행 같은 것)이다.

## 주요 단체

### 국제 단체
국제 연합은 평화 세우기의 많은 측면에 참여하는데, 2005-2006년에 만들어진 평화 세우기 구성체를 통해서 그리고 다른 단체를 통해서 두 가지로 말이다.
- 평화 세우기 구성체
- -유엔 평화 세우기 위원회 (피비시): 정부간 논의 단체인데 핵심 주체들을 모으는, 자원을 모으는, 갈등 후 평화 세우기에 대한 전략에 대해 논의하는 평화를 저해할 수 있는 사안에 중점을 두는 단체.

- 유엔 평화 세우기 기금 (피비에프): 평화 세우기 활동을 지원하는데 직접적으로 갈등 후 안정화를 촉발하는 그리고 국가적이고 단체적인 역량을 강화하는 활동 말이다. 피비에프 기금은 평화 세우기와 회복 욕구 충족을 시작하기 위해서 갈등 후에 즉시 최대 2년 동안 주어지거나 더 구조화된 평화 세우기 절차를 만들기 위해서 3년까지 주어진다.
- 유엔 평화 세우기 지원 사무소 (피비에스오): 전략적 조언과 정책 안내로 평화 세우기 위윈회를 지원하고, 평화 세우기 자금을 집행하고 유엔 단체들의 평화 세우기 활동을 사무총장이 조율하도록 돕는다.
- 다른 단체들
  - 유엔 정치국: 갈등 후 평화 세우기
  - 유엔 개발 계획: 갈등 중단, 평화 세우기, 갈등 후 회복
  - 유네스코: 민주주의를 통한, 인권과 국제 시민 정신의 신장

세계은행과 국제통화기금은 평화 세우기의 경제적이고 재정적 측면에 중점을 둔다. 세계은행은 갈등 후 재건과 회복에 도움을 주는데 사회의 사회경제적 기반을 재건하는데 도움을 주면서 말이다. 국제통화기금은 갈등 후 회복과 평화 세우기 활동에 들어가는데 재산과 생산 수준을 회복하기 위해 활동하면서 말이다. 
이유[유럽연합]의 집행 위원회는 그것의 평화 세우기 활동을 설명하는데 갈등 중단 그리고 통제, 그리고 재활 그리고 재건으로서 말이다. 갈등 중단과 통제는 수반하는데 즉각적 폭력의 발생을 중단시키는 것을 그리고 넓은 평화 절차를 촉발하는 것을 말이다. 재활과 재건은 지역 경제와 기관의 능력을 재건하는 활동에 들어간다. 유럽위원회갈등중단및평화세우기2001-2010은 경제적의사결정지원(에이드)에 의해 수행된 주요 외적 평가에 좌우되었는데 2011년에 만들어졌던 개발정책관리유럽센터와 함께 수행되었다. 2010년에 만들어진 유럽대외활동서비스는 또한 특별한 갈등중단,평화세우기및중재국을 두고 있다. 
정부 단체
프랑스
프랑스 국방부: 과정은 다음의 것들을 포함하는데 그것은 평화 세우기, 정치적이고 헌법적인 절차, 민주화, 행정적 국가 역량, 공적 재정 및 세금 정책에 대한 기술적 지원, 그리고 독립 언론에 대한 지원이다

## 같이 보기
- 국민 형성
- 국가 건설